# トーサーフォート

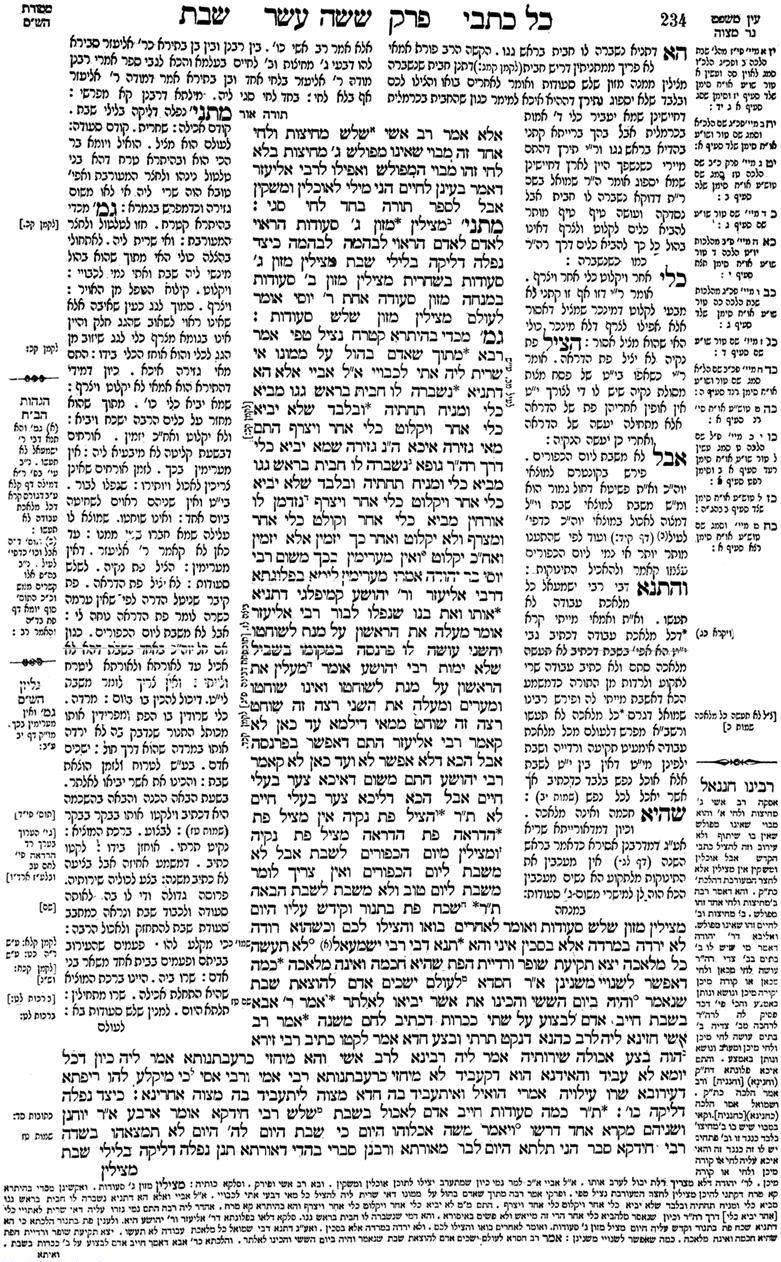
ミシュナー、その下のゲマーラー（本論）、左右のラシの註解書とトーサーフォート達の註解書、最下部のハナンエルの註解書

トーサーフォート（תּוֹסָפוֹת, תוספות tôsāphôth, Tosafot）は中世のタルムードの註解者、およびその註釈書のこと。実質的に11世紀フランスのラビであるラシ（本名: シュローモー・イツハーキー）が著した註釈書に対する追加である、という見方もある。そのため、ラシの学派に属する学者をトサフィスト（Tosafist(s)）、またバアル・ハッ＝トーサーフォート（בַּעַל הַתּוֹסָפוֹת）という。
タルムード註釈書の集成であり、ミシュナーとタルムードと同じくマッセヘト順に並べられ、整理されている。
バーライターの集成であるトーセフターとは別のものであり、混同してはならない。

## 主なトサフィスト
- ラベヌー・タム（英語版）
- アシェル・ベン・イェヒエル（英語版）